# Sphex nitidiventris
Sphex nitidiventris är en biart som beskrevs av Maximilian Spinola 1851. Sphex nitidiventris ingår i släktet Sphex och familjen grävsteklar. Inga underarter finns listade i Catalogue of Life.